# Epilobium ciliatum
Epilobium ciliatum là một loài thực vật có hoa trong họ Anh thảo chiều. Loài này được Raf. mô tả khoa học đầu tiên năm 1808.

## Hình ảnh

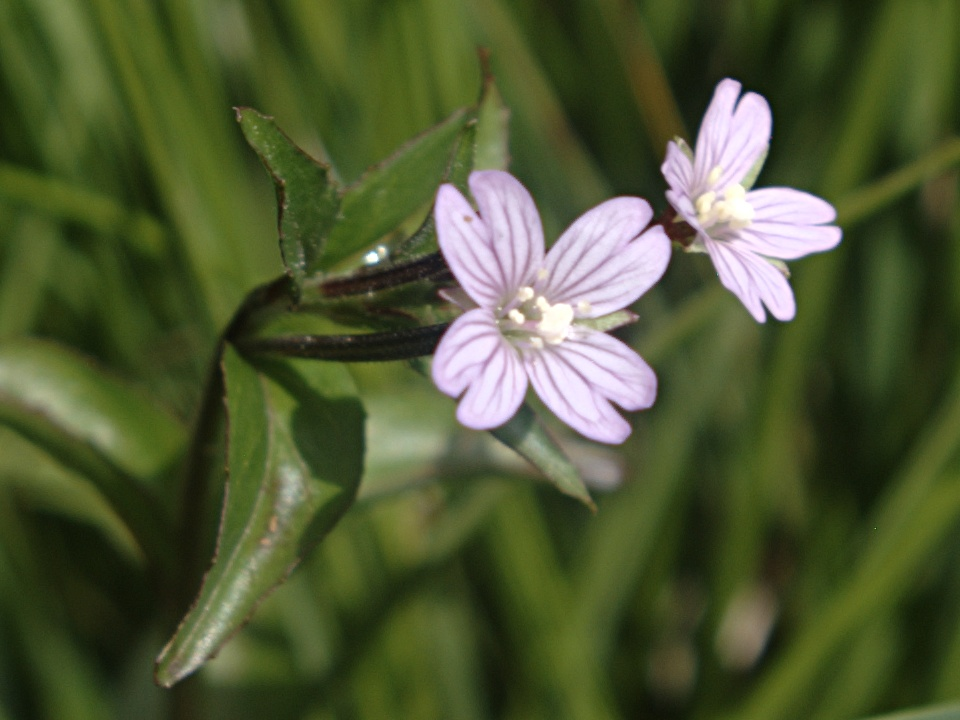
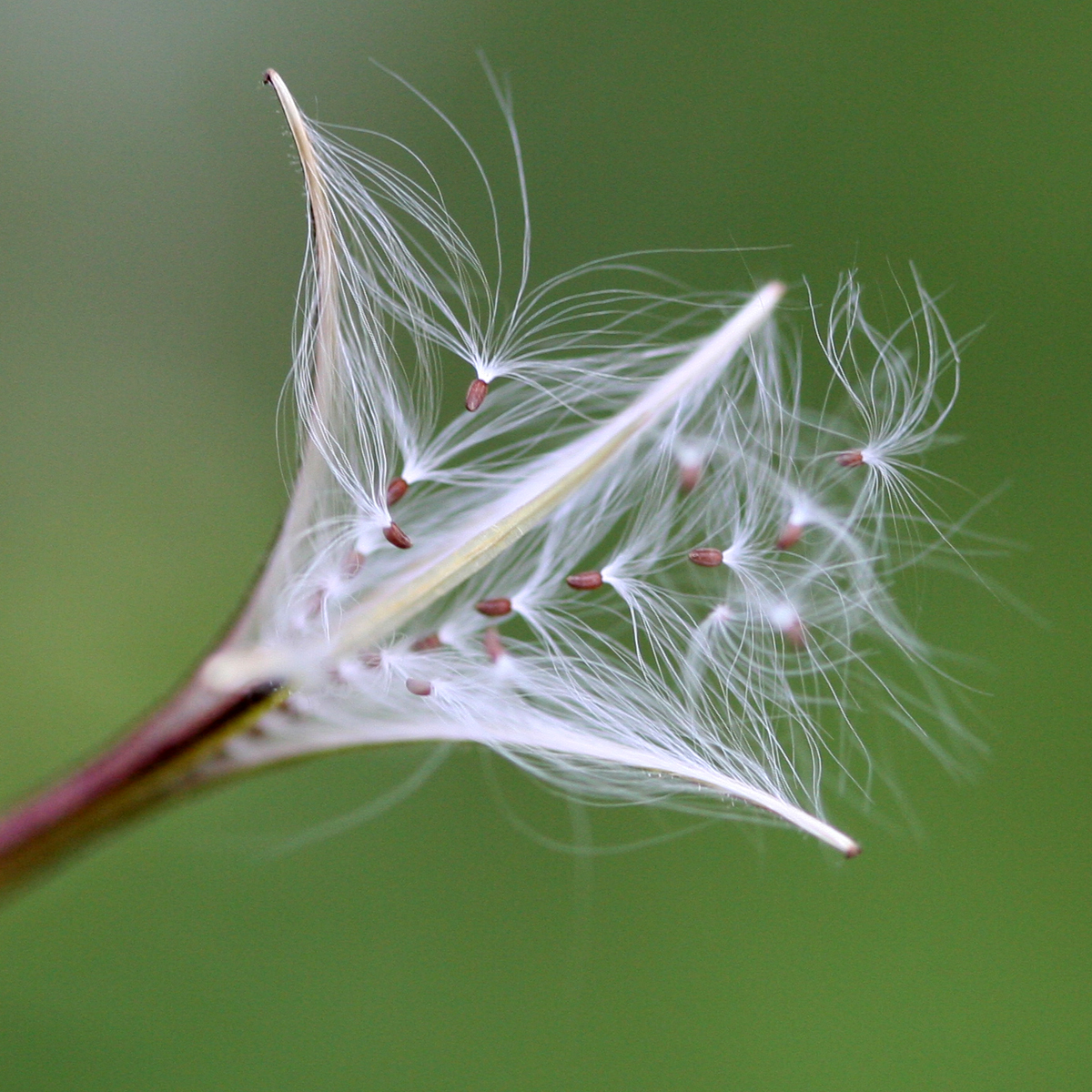
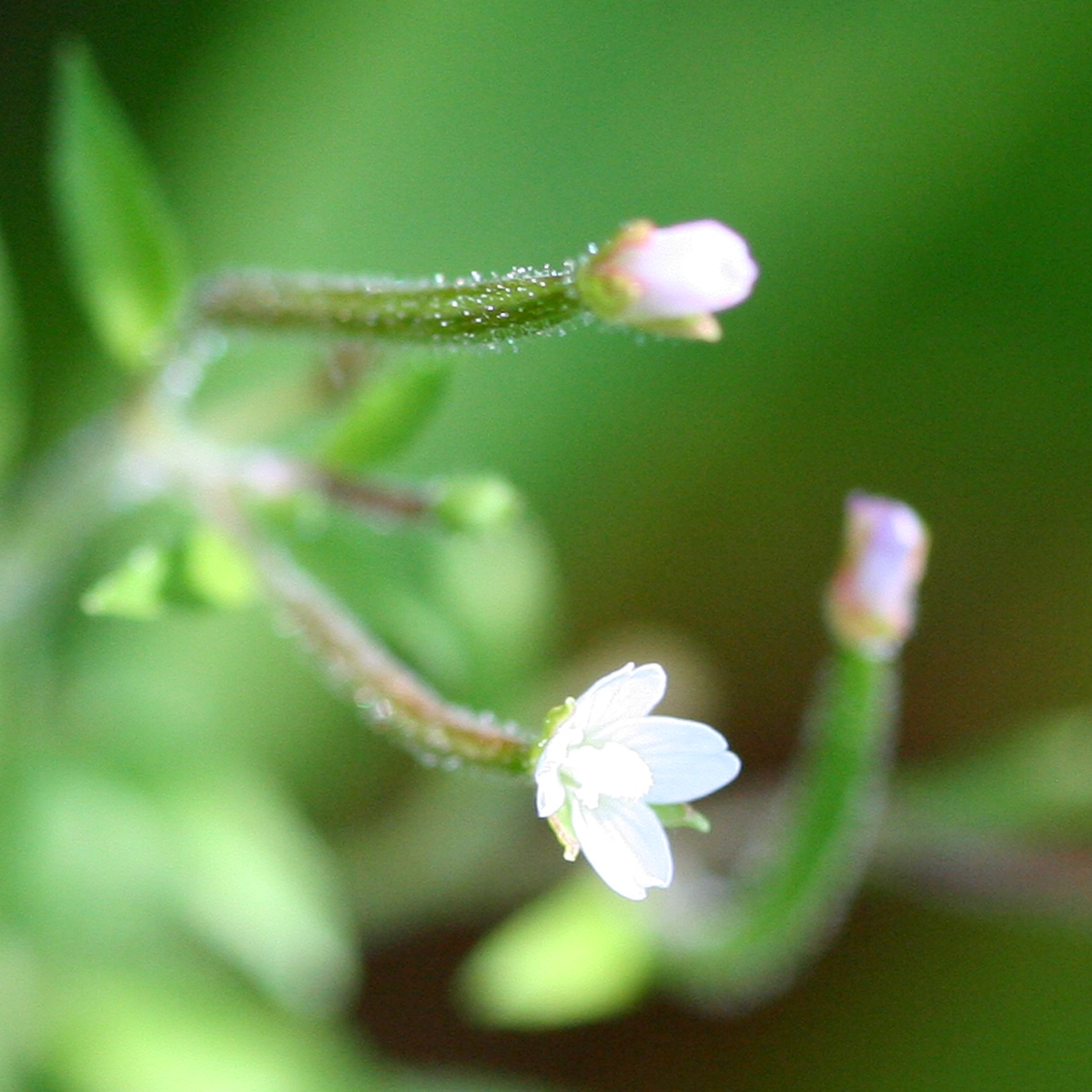
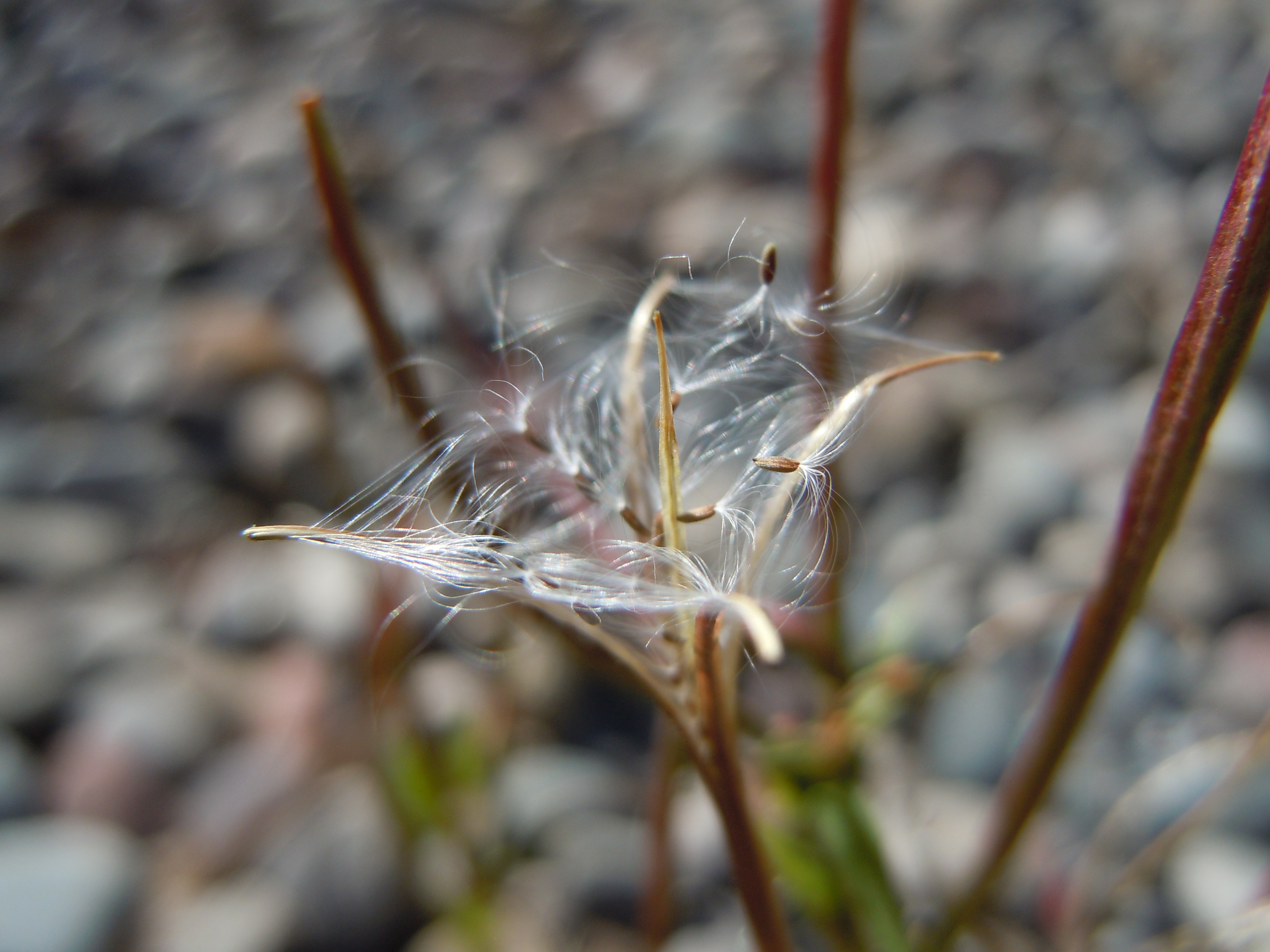